# Francesc Ferriol i Carreras
Francesc Ferriol i Carreras (Barcelona, 3 de maig de 1871 - 3 de juliol de 1946) va ser un arquitecte català. Després d'un període inicial de creativitat de dotze anys a Barcelona, es trasllada a Zamora el 1908, on treballa com a arquitecte municipal. Hi roman durant gairebé una dècada i deixa a la ciutat una vintena de mostres d'arquitectura modernista. Entre les seves obres a Zamora cal destacar el Teatre Ramos Carrión. Després de la seva tasca a Zamora aconsegueix la plaça d'arquitecte provincial de Cadis, ciutat on només va residir poc més d'un mes, ja que després de sol·licitar una llicència, va presentar la renúncia al càrrec en ser nomenat arquitecte de la Cambra de la Propietat Urbana de Barcelona. Torna a la seva ciutat natal l'estiu de 1916 on va romandre fins a la seva mort, el 3 de juliol de 1946. El 1924 realitza el projecte per a la Casa d'estil noucentista del carrer Villà núm. 3 de Sant Cugat del Vallès, un encàrrec de Benvingut Badés.

## Biografia
Neix en una família humil, fill de Josep Ferriol, fuster de la Bisbal d'Empordà, i de Dolors Carreras, de Barcelona. Després de finalitzar els estudis de Batxillerat va ingressar a l'Escola d'Arquitectura de Barcelona on es va titular l'any 1894. El seu projecte final tractava sobre unes millores al casino del Cercle Eqüestre de la capital catalana. Iniciant la seva carrera arquitectònica a la ciutat de Barcelona, és deixeble de l'arquitecte modernista Lluís Doménec i Montaner el 1894. La seva missió va ser la reforma del Seminari de Comillas i la conversió del restaurant de l'Exposició Universal del 1888 al Museu Municipal d'Història, edifici conegut com el Castell dels Tres Dracs.

### Període català
En acabar els estudis realitza algunes obres i dissenys a Barcelona. El juliol del 1894 va realitzar el seu primer projecte de certa envergadura, la construcció d'un immoble al carrer Borrell per a Joan Veinet. El 1900 es va casar amb Trinitat Vall i Sanllehy, van tenir un fill una severa discapacitat psíquica. Aquesta situació fa que abandoni l'exercici liberal de la seva professió d'arquitecte per optar a exercir com a arquitecte de l'administració. Comença a mostrar detalls modernistes el 1903 en el disseny de dos immobles situats als números 202 i 204 del carrer París i promoguts, respectivament, per Josep Batlles i Teresa Vallhonrat. Després de dotze anys d'activitat professional a Barcelona assoleix la maduresa en el desenvolupament del llenguatge modernista. Assolint un llenguatge propi, obté la plaça a l'administració a Zamora, per la dimissió de Gregorio Pérez Arribas.

### Període zamorà
El 1908 es trasllada a la ciutat de Zamora on exerceix com a arquitecte municipal. El 1916 torna a Barcelona i dedica la resta de la seva carrera a l'assessorament tècnic i legal. Un dels seus primers treballs consisteix en un estudi urbanístic per a l'eixample el 1908 de la Plaça Major. Cal ressaltar la important influència que va aconseguir exercir en els seus col·legues arquitectes que treballaven a Zamora, cal destacar a Gregorio Pérez Arribas quan torna al seu lloc anys després. Els arquitectes zamorans es veuen obligats a competir amb el català per assolir un estil arquitectònic més efectiu. És per això que a la ciutat comença a proliferar un estil de gran nivell.

## Obres
Cal destacar un període inicial a la seva terra natal en què es destaquen:
- Casa Joan Veinet (Barcelona, 1894) - 202 del carrer París
- Casa Joan Veinet II (1895) - 204 del carrer París
- Casa Emili Batlle del carrer Diputació, 30 (1905)

A la ciutat de Zamora va fer una vintena d'obres, algunes de les més destacades són:
- Una ampliació de la Plaça Major (1908).
- Casa Prada (1908), al carrer Quebrantahuesos amb tornada al carrer Renova.
- Laboratori Municipal (1909) als Jardins del Castell.
- Casas López (1908) i Leirado (1910) a la costa Balborraz
- Casa Montero al carrer Orejones (1910).
- Teatre Ramos Carrión (1911).
- Casa de Juan Gato (1912), al carrer Nicasio Gallego amb tornada al carrer Ramón Álvarez.
- Casa Crespo. Zamora (1912).
- Casa Tejedor (1913) a la Ronda de la Fira amb tornada a la Carretera de Sanabria.
- Cases de Valentín Matilla al carrer Santa Clara (1911 i 1915).
- Casa Norberto Mascle (1915) a la plaça de Sagasta)

També va fer, entre d'altres:
- Casa Corcobado (1918), a Alcañices.
- Casa Rudolf i Marilola Häsler (1924) a Sant Cugat del Vallès.